# 馮謙 (嘉靖進士)
馮謙（1523年—？），字道光，號益川，浙江寧波府慈谿縣人，軍籍，明朝政治人物。

## 生平
嘉靖二十八年己酉科（1549年）浙江鄉試第九十名舉人。嘉靖三十五年（1556年）中式丙辰科會試第三名，二甲第十一名進士。工部观政，授南京礼部主事，三十八年升郎中，三十九年升山东佥事，四十二年升江西左参议，四十四年升广东副使。降山东督粮左参议，隆慶四年十一月升山西副使，六年七月被按臣俞一贯弹劾，部覆照不谨例閑住。

## 家族
曾祖馮汝富；祖父馮廷芝；父馮文煥，贈南京礼部署郎中；母張氏，贈安人。弟馮讓。